# 4171 Карраско
4171 Карраско (4171 Carrasco) — астероїд головного поясу, відкритий 23 березня 1982 року.
Тіссеранів параметр щодо Юпітера — 3,626.